# Armoracia rusticana
La barbaforte, chiamata anche cren o rafano (Armoracia rusticana G.Gaertn., B.Mey. & Scherb.) è una pianta erbacea perenne appartenente alla famiglia delle Brassicacee. La pianta è probabilmente originaria dell'Europa sudorientale e dell'Asia occidentale ed è usata per fare la salsa di cren.

## Descrizione

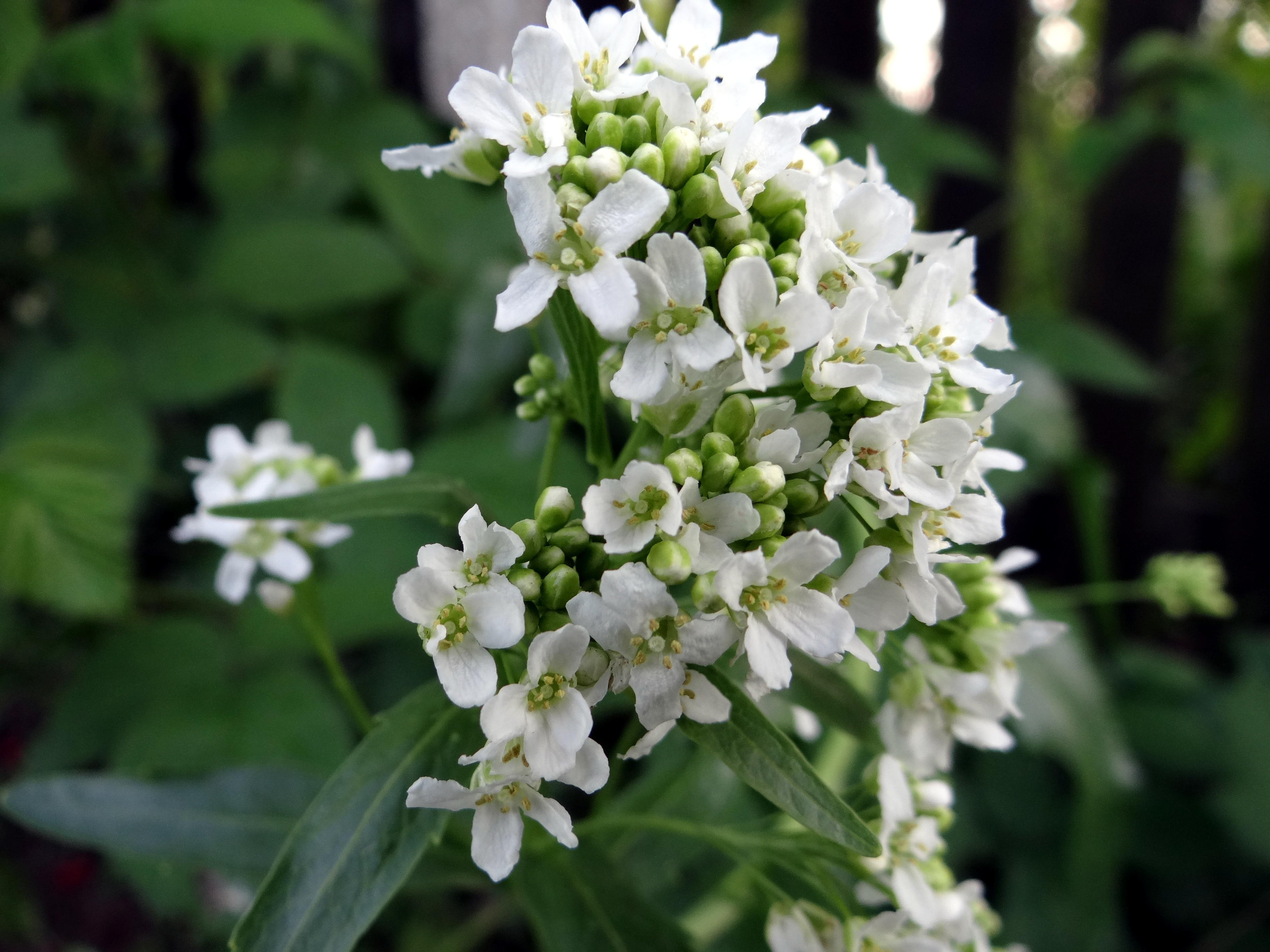
Fiori di barbaforte

La barbaforte cresce come pianta erbacea perenne e raggiunge un'altezza compresa tra 50 e 120 cm, occasionalmente fino a 2 m. Questa pianta rustica può resistere a temperature fino a -50 °C. Come organo di immagazzinamento forma un fittone verticale e cilindrico, che raggiunge una lunghezza da 30 a 40 cme un diametro da 4 a 6 cm. In buone condizioni, con terreno facile da radicare (brughiera, sabbia), il fittone cresce fino a 60 centimetri di lunghezza. La radice irregolarmente scanalata è di colore giallo-marrone sporco all'esterno, ma l'interno è bianca e alquanto fibrosa.
Tutte le parti della pianta sono glabre. Le foglie basali distribuite lungo il fusto sono divise in piccioli e lamine fogliari. Il picciolo, sempre molto allargato alla base, può essere lungo fino a 60 cm sulle foglie basali, ma è molto corto sulle foglie più alte. La lamina fogliare, solitamente semplice, raramente pennata, è ovale-lanceolata nelle foglie basali e lineare-lanceolata nelle foglie del fusto superiore. La lama fogliare è solitamente lunga da 20 a 45 cm e larga da 5 a 12 cm. Le superfici fogliari presentano nervature fortemente sporgenti.
In primavera cominciano a formarsi le infiorescenze; il periodo di fioritura va da metà maggio a luglio. Gli steli delle infiorescenze raggiungono altezze fino a 1,20 m. L'infiorescenza racemosa ha un diametro fino a 40 cm. Non sono presenti brattee.
I fiori hanno un forte profumo. I fiori ermafroditi sono quadruplici con un doppio perianzio e quattro petali bianchi lunghi 5-7 mm.
Il frutto, una siliqua, è lungo da 4 a 6 mm.

## Distribuzione e habitat
La zona di origine della barbaforte è probabilmente l'Ucraina e la vicina Russia europea, ma è stata introdotta in quasi tutto l'emisfero settentrionale. Si trova allo stato selvatico ai margini dei prati umidi, lungo i ruscelli e le rive dei fiumi.

## Coltivazione

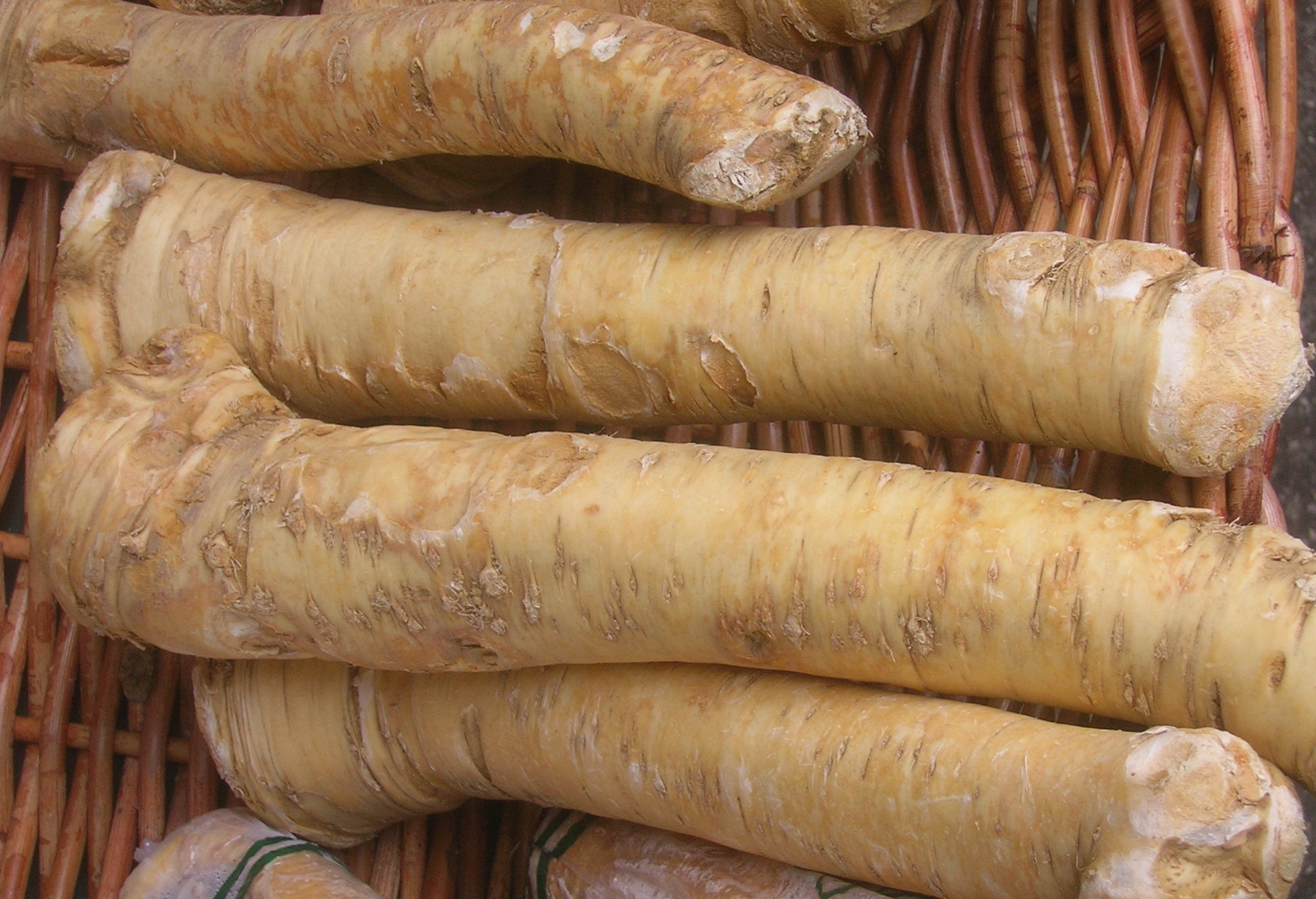
Radice di rafano

Il rafano è coltivato, per la radice dalla quale si ricava la salsa, sia in Europa sia in Nordamerica e in Asia occidentale.
Necessita di terreni facili da radicare, facili da lavorare, profondi, che consentano una crescita diritta e una facile raccolta delle radici.
Poiché il rafano non produce abbastanza semi, la propagazione mediante semina non è comune. Per la propagazione si separano e si piantano pezzi di radice o radici avventizie.
Le radici vengono posizionate diagonalmente in solchi preparati o spinte in fori inclinati preforati utilizzando un lungo bastone. Se vengono posizionate troppo orizzontalmente, le radici difficilmente cresceranno in spessore; se vengono posizionate troppo verticalmente nel terreno, svilupperanno troppo la parte erbacea della pianta.
Nel corso della coltivazione i rizomi venivano dissotterrati o sollevati per eliminare le radici laterali e favorire così la crescita della radice più forte.
La raccolta può iniziare quando le foglie iniziano a morire, e la crescita delle radici si interrompe. La raccolta può avvenire dall'autunno, da fine ottobre, fino alla primavera, prima che i rizomi germoglino nuovamente.

## Usi

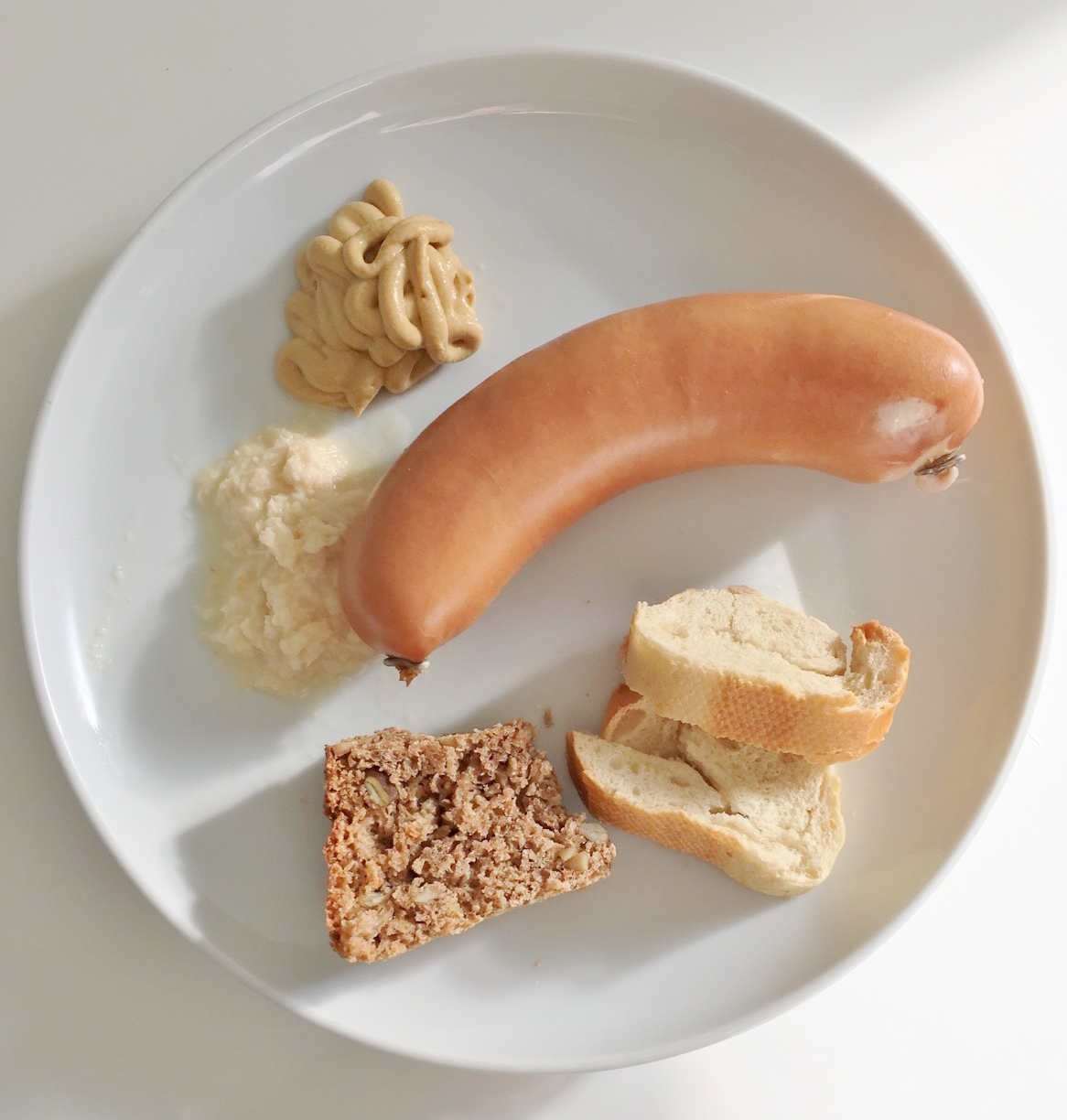
Knackwurst servito con senape e rafano

La radice di rafano intatta non ha quasi nessun aroma. Quando invece viene tagliata o grattugiata si attivano degli enzimi che scindono la sinigrina in isotiocianato di allile, la molecola responsabile del sapore piccante. Il rafano grattugiato deve essere utilizzato immediatamente o al massimo conservato in aceto. La polpa, una volta esposta all'aria o al calore imbrunisce e perde il suo gusto pungente, che diventa sgradevolmente amaro.
La radice del rafano ha un sapore dolce, leggermente piccante e soprattutto fortemente aromatico e balsamico (si avverte decisamente nelle vie respiratorie e causa lacrimazione). Il rafano è riconosciuto come prodotto agroalimentare tradizionale della Basilicata e, con il nome di cren o kren, del Friuli, di Trieste e del Veneto e del Trentino-Alto Adige.
Dalla radice grattugiata macinata e ridotta in pasta, con l'aggiunta di aromi come aceto, pangrattato, mela ed eventualmente un po' di zucchero, si ottiene una salsa piccante che viene accompagnata ad affettati, carni bollite, pesce affumicato e altre pietanze. Si usa, in particolar modo, nella cucina ebraica, in quella tedesca ed Est europea. In Italia è diffusa soprattutto nel Triveneto, in particolar modo in provincia di Verona e Vicenza, dove è l'immancabile accompagnamento al carrello dei lessi, in Friuli-Venezia Giulia e in provincia di Treviso, e la salsa prende il nome di cren (o kren) dal tedesco. È onnipresente come accompagnamento dei piatti a base di carne pure nella cucina sudtirolese, in particolare assieme allo speck.
Il rafano costituisce un ingrediente comune nella cucina tradizionale lucana, dove viene utilizzato per la preparazione della cosiddetta rafanata, in cui la radice grattugiata fresca è unita a formaggio pecorino e uova sbattute, per la preparazione di una frittata alta anche alcuni centimetri, pietanza tipica del periodo di Carnevale. Il rafano crudo è il condimento principe dello 'Ndrupp'c, o "intoppo", il ragù tipico della città di Potenza: viene grattugiato fresco, direttamente sul piatto di ragù appena preparato, in aggiunta al formaggio, e subito portato in tavola.
Nella cucina triestina, il rafano grattugiato fresco è usato come condimento essenziale per gli antipasti a base di prosciutto cotto in crosta di pane o di prosciutto cotto tipo "Praga" e sul bollito misto di carne, assieme alla senape.
Il rafano viene anche utilizzato per creare un surrogato del wasabi.

## Aspetti nutrizionali
100 grammi di rafano forniscono 48 calorie, hanno un alto contenuto di vitamina C, un contenuto moderato di sodio, acido folico e fibre alimentari. Un cucchiaio di rafano (circa 15 grammi) non fornisce alcun significativo contenuto di nutrienti. Il rafano contiene oli volatili, in particolare olio di senape e isotiocianato di allile.